# Sandal Magna
Sandal Magna är en stadsdel i Wakefield, i distriktet Wakefield, i grevskapet West Yorkshire, i England. Sandal Magna var en civil parish fram till 1925 när blev den en del av Wakefield. Denna civil parish hade 9 280 invånare år 1921. Sandal Magna var ett distrikt från 1894 till 1909. Byn nämndes i Domedagsboken (Domesday Book) år 1086, och kallades då Sandala/Sandale.